# Politique au Liberia
Le Liberia est une république multipartite à régime présidentiel, où le président est à la fois chef de l’État et chef du gouvernement. Le pouvoir exécutif est aux mains du gouvernement tandis que le pouvoir législatif est partagé entre le gouvernement et les deux chambres du parlement.
Le Liberia vit actuellement une phase de transition de la guerre civile à la démocratie. Le gouvernement est basé sur le modèle des États-Unis avec trois branches égales, bien que le président occupe en réalité une place prépondérante dans le paysage politique.
Après la dissolution du Parti républicain (en) en 1876, le True Whig Party exerça le pouvoir jusqu'au coup d'État de 1980. Actuellement, aucun parti ne détient la majorité au parlement.
La plus longue présidence fut celle de William Tubman, en fonction de 1944 à sa mort en 1971. La plus courte fut celle de James Skivring Smith, qui ne dura que deux mois, du 4 novembre 1871 au 1er janvier 1872.

## Développements politiques
De 1980 à 2003, le pays fut dirigé par une série de gouvernements militaires et transitoires. Le dernier président de cette période, Charles Taylor, fut forcé de démissionner en 2003 et les Nations unies installèrent un gouvernement de transition. L’élection présidentielle qui eut lieu en octobre et novembre 2005 mit un terme au mandat du gouvernement transitoire.
Au cours des années 1980, le gouvernement de Samuel Doe prit un caractère de plus en plus ethnique, les membres de l’ethnie Krahn dominant la vie politique et militaire. Cela aboutit à des tensions entre les Krahn et les autres groupes ethniques du pays.
Les partis politiques furent bannis jusqu’en 1984. Des élections eurent lieu le 15 octobre 1985, au terme desquelles le parti de Doe, le Parti national démocratique, fut déclaré vainqueur. Les élections furent qualifiées d’irrégulières et entachées de fraude. La période qui suivit vit une augmentation des violations des droits humains, de la corruption et des tensions ethniques. Le niveau de vie, qui avait augmenté dans les années 1970, subit une baisse importante. Le 12 novembre 1985, l’ancien Commandant général des armées, Thomas Quiwonkpa, envahit le Liberia depuis la Sierra Leone voisin et faillit réussir dans sa tentative de renverser le gouvernement Doe. Les Forces armées du Liberia repoussèrent l’attaque, capturèrent Quiwonkpa et l’exécutèrent à Monrovia.
Le 24 décembre 1989, un petit groupe de rebelles, le Front national patriotique (FNP) emmenés par l’ancien responsable des services généraux de Doe, Charles Taylor, envahit le Liberia depuis la Côte d'Ivoire. Les rebelles gagnent rapidement le soutien de la population et atteignent les environs de Monrovia six mois après être entrés dans le pays. La guerre civile qui s’ensuivit fit entre 150 000 et 200 000 de morts et un million de réfugiés.
La Communauté économique des États de l'Afrique de l'Ouest (ECOWAS) intervint et empêcha Taylor de prendre le contrôle de Monrovia. Prince Johnson, un ancien allié de Taylor qui avait quitté le FNP à la suite de divergences politiques, fonda le Front patriotique national indépendant du Liberia (FPNIL). Ses forces armées capturèrent et tuèrent Doe le 9 septembre 1990.
Un gouvernement intérimaire d’unité nationale fut mis sur pieds en Gambie sous les auspices de l’ECOWAS en octobre 1990, avec Amos Sawyer comme président. Taylor refusa de collaborer avec le gouvernement intérimaire et poursuivit la guerre.
Au cours des deux années qui suivirent, plusieurs factions émergèrent, qui furent toutes intégrées au gouvernement intérimaire. Après plusieurs accords de paix et voyant son pouvoir militaire faiblir, Taylor finit par accepter la formation d’un gouvernement transitoire de cinq membres.
Des négociations sous l’égide des Nations unies, de l’Organisation de l'unité africaine (OUA), de l’ECOWAS et des États-Unis aboutirent au désarmement et à la démobilisation des factions militaire et des élections eurent lieu le 19 juillet 1997, remportées à une large majorité par Taylor et le Parti national patriotique. Les troubles ne cessèrent pas et en 2003, deux groupes de rebellent tentaient d’obtenir le contrôle du pays. En août de la même année, Taylor démissionna et quitta le pays, laissant le pouvoir au vice-président Moses Blah. La communauté internationale intervint à nouveau et aida à la formation d’un gouvernement transitoire sous l’autorité de Gyude Bryant.

## Pouvoir exécutif
| Fonction  | Nom           | Parti | Depuis          |
| --------- | ------------- | ----- | --------------- |
| Président | Joseph Boakai | UP    | 22 janvier 2024 |

Le président est élu au suffrage populaire pour un mandat de six ans, renouvelable. Le cabinet des ministres et nommé par le président avec l’aval du Sénat.

## Pouvoir législatif
Le Parlement ou législature du Liberia est bicaméral, composé du Sénat (30 membres élus au suffrage populaire pour un mandat de neuf ans) et de la Chambre des représentants (64 membres élus au suffrage populaire pour un mandat de six ans).

## Pouvoir judiciaire
Le Liberia est doté d’une Cour suprême, de cours criminelles, ainsi que, dans les districts, des cours d’appel, des tribunaux de district et des tribunaux traditionnels. L’ordalie est en vigueur dans certaines régions.